# Margarete Salbach
Margarete Salbach (* 1926; † 2005) war eine deutsche Schauspielerin und Hörspielsprecherin.

## Leben
Margarete Salbach absolvierte ihre künstlerische Ausbildung an der Schauspielschule des Deutschen Theaters zu Berlin, die sie 1948 beendete. Dort, am Deutschen Theater, gab sie auch ihr Debüt. Weitere Stationen ihrer Bühnenlaufbahn waren Halberstadt und die Städtischen Bühnen Erfurt, wo Salbach von 1953 bis 1960 engagiert war. 1960 siedelte sie in die Bundesrepublik über und konnte ihre Karriere fortsetzen.
Bereits 1948 hatte Margarete Salbach in dem Film Affaire Blum zum ersten Mal vor der Kamera gestanden. Nach Angaben des DEFA-Sternstunden-Forums war sie noch an weiteren DEFA-Produktionen beteiligt, unter anderem in dem Film Dr. Semmelweis – Retter der Mütter. Zumindest in der IMDb-Datenbank sind keine weiteren filmischen Aktivitäten in den 1950er Jahren nachgewiesen. Auch in der Bundesrepublik arbeitete Salbach wiederholt für Film und Fernsehen. Insbesondere in den 1990er Jahren wurde sie einem breiteren Publikum bekannt, als sie in einigen Folgen der Reihe Tatort die Filmmutter von Andreas Hoppe alias Mario Kopper verkörperte.
Ausgesprochen umfangreich waren Margarete Salbachs Arbeiten für den Hörfunk. Nachdem sie bereits 1950 die Titelrolle in Anna Seghers’ Hörspiel Der Prozeß der Jeanne d’Arc gesprochen hatte, wirkte sie zwischen 1965 und 2005 in über 200 Produktionen des Südwestfunks und späteren Südwestrundfunks mit.

## Filmografie
- 1948: Affaire Blum
- 1963: Penthesilea
- 1969: Hürdenlauf
- 1970: Der Mann, der den Eiffelturm verkaufte
- 1970: Recht oder Unrecht – Der Schuß
- 1972: Ein Toter stoppt den 8 Uhr 10
- 1973: Unser Dorf
- 1991: Tatort – Tod im Häcksler
- 1993: Magic Müller
- 1995: Tatort – Die Kampagne
- 1996: Die Aktion
- 1996: Nadine, nackt im Bistro
- 2006: Tatort – Tatort: Bienzle und der Tod im Weinberg
- Tatort-Folgen als Elvira Kopper
  - 1996: Der kalte Tod
  - 1997: Nahkampf
  - 1998: Jagdfieber
  - 1999: Mordfieber

## Hörspiele (Auswahl)
- 1950: Der Prozeß der Jeanne d’Arc – Autorin: Anna Seghers – Regie: Herwart Grosse
- 1965: Das Fräulein Marohn – Autor: Ken Kaska – Regie: Wolfgang Spier
- 1967: Das Attentat – Autor: Isaac Asimov – Regie: Reinhard Zobel
- 1968: Der blutsaugende Teufel – Autor: Terayama Shuji – Regie: Günther Sauer und Lothar Timm
- 1969: Crawatzow & Co. – Autor: Wolfgang Kirchner – Regie: Fritz Schröder-Jahn
- 1970: Etwas ist aus – Autor: Klaus Roehler – Regie: Hartmut Kirste
- 1971: Der Wunschtraum – Autor: Issac Asimov – Regie: Andreas Weber-Schaefer
- 1972: La Boutique – Autor: Francis Durbridge – Regie: Dieter Munck
- 1974: Pentakinin – Autoren: Michael Krausnick und Reimar Rudolph – Regie: Andreas Weber-Schaefer
- 1975: Wo blieb der 631. Tag? – Autorin: Eva Maria Mudrich – Regie: Andreas Weber-Schaefer
- 1978: Der Polizistenmörder – Autoren: Maj Sjöwall und Per Wahlöö – Regie: Peter Michel Ladiges
- 1979: Und die Großen läßt man laufen – Autoren: Maj Sjöwall und Per Wahlöö – Regie: Peter Michel Ladiges
- 1980: Der Unruhestifter – Autor: Henrik Ibsen – Regie: Thomas Köhler
- 1981: Mit leicht gestutzten Flügeln – Autor und Regie: Hein Bruehl
- 1982: Der fromme Pilger – Autor: Johann Peter Hebel – Regie: Thomas Köhler
- 1983: Ich gehe zum Hannes – Autoren: Hans Georg Thiemt und Hans Dieter Schreeb – Regie: Lothar Schluck
- 1984: Sterben wie ein Mann – Autor: Wolfgang Kirchner – Regie: Eberhard Klasse
- 1985: Fröhliche Ostern – Autor: Konrad Wühr – Regie: Heiner Schmidt
- 1986: Die Fahrt nach Melbeck – Autor: Adolf Schröder – Regie: Heinz von Cramer
- 1987: Einfache Hinfahrt – Autor: Michael Springer – Regie: Bernd Lau
- 1988: Ein wahrer Freund – Autor: Oscar Wilde – Regie: Thomas Köhler
- 1989: Ein Sommer auf dem Lande – Autor: Iwan Alexejewitsch Bunin – Regie: Sigurd König
- 1990: Leider war es Mord – Autor: Janwillem van de Wetering – Regie: Peter Michel Ladiges
- 1991: Aller Anfang ist schwer – Autor und Regie: Urs Widmer
- 1992: Eine Jüdin für Charles Allen – Autorin: Irene Dische – Regie: Irene Schuck
- 1993: Kindeskind – Autor und Regie: Patrick Roth
- 1994: Keine weiteren Fragen – Autorin: Chris Paul – Regie: Hans Gerd Krogmann
- 1995: Happy End – Autor: Peter Meisenberg – Regie: Ulrich Lampen
- 1996: Die Segel morgens, die Segel abends – Autor: Wilhelm Genazino – Regie: Ulrich Lampen
- 1996: Maigret stellt eine Falle – Autor: Georges Simenon – Regie: Patrick Blank
- 1997: Die Häsin – Autor: Roderich Feldes – Regie: Ulrich Lampen
- 1998: Der Mann, der den Zügen nachsah – Autor: Georges Simenon – Regie: Walter Adler
- 1999: Die Geisterhand – Autor: Andreas Schlüter – Regie: Patrick Blank
- 2000: In einem tiefen, dunklen Wald – Autor: Paul Maar – Regie: Christoph Dietrich
- 2001: Wächterlied – Autor: Sebastian Goy – Regie: Annette Berger
- 2002: Dauerkleingartenverein „Frohsinn“ – Autorin und Regie: Marlene Streeruwitz
- 2003: Zockerbräute – Autorin: Sandra Kellein – Regie: Iris Drögekamp
- 2004: Der Novembermann – Autor: Magnus Vattrodt – Regie: Jobst Christian Oetzmann
- 2005: Shaft beim Kongress der Totengräber – Autor: Ernest Tidyman – Regie: Annette Kurth

## Theatrografie (Auswahl)
Städtische Bühnen Erfurt
- 1953: Friedrich Schiller: Wilhelm Tell (Berta von Bruneck) – Regie: Willy Semmelrogge
- 1953: Maxim Gorki: Die Feinde (Tatjana Bardin) – Regie: Hans Dieter Mäde
- 1954: Jean Baptiste Molière: Tartuffe (Elmire Pernelle) – Regie: Helfried Schöbel
- 1954: Miguel Cervantes: Das wundertätige Puppentheater (Teresa Repolla) – Regie: Willy Semmelrogge
- 1954: Alexander Kron: Das tote Tal (Marina Getmanowa) – Regie: Hans Dieter Mäde
- 1955: A. E. Scribe: Ein Glas Wasser (Anna, Königin von England) – Regie: Horst Bonnet
- 1955: Julius Hay: Haben (Frau des Schulmeisters) – Regie: Fritz Wendel
- 1955: Horst Ulrich Wendler: Des Teufels drei goldene Haare (Hofdame) – Regie: Horst Bonnet
- 1955: Karlheinz Kipphardt: Shakespeare dringend gesucht (Paula Glück, Theatersekretärin) – Regie: Karlheinz Carpentier
- 1955: William Shakespeare: Die Komödie der Irrungen (Adriana, Frau des Antipholus von Ephesus) – Regie: Hans Dieter Mäde
- 1955: Juri Burjakowski: Julius Fucik (Gusta Fucik) – Regie: Hans Dieter Mäde
- 1955: Friedrich Gentz: Liebe ist nicht immer blind (Genevieve Dalvaux) – Regie: Eugen Schaub
- 1956: Bertolt Brecht: Der Kaukasische Kreidekreis (Bittstellerin/Händlerin/Nachbarin/Ludowika) – Regie: Eugen Schaub
- 1956: Gabriela Zapolska: Die Moral der Frau Dulski (Frau Manja Juliasiewicz, geb. Dulski) – Regie: Wolf Goette
- 1956: Wolfgang Martin Schede: Goldmarie und Pechmarie (dünne Gevatterin) – Regie: Eugen Schaub
- 1956: Nordahl Grieg: Die Niederlage (Tänzerin Sylvie Gerard) – Regie: Georg Leopold
- 1956: Günther Weisenborn: Zwei Engel steigen aus (No, eine reizvolle Wissenschaftlerin) – Regie: Georg Leopold
- 1956: Henrik Ibsen: Nora oder Ein Puppenheim (Frau Linde) – Regie: Arno Wolf
- 1957: Heinrich Spoerl: Der Maulkorb (Paula Pulvermann) – Regie: Georg Leopold
- 1957: Boris S. Romaschow: Die feurige Brücke (Warwara Muchina) – Regie: Eugen Schaub (deutsche Erstaufführung)
- 1958: Frances Goodrich / Albert Hackett: Das Tagebuch der Anne Frank (Frau von Daan) – Regie: Arno Wolf
- 1958: Harald Hauser: Am Ende der Nacht (Eva Brandt) – Regie: Thomas Ruschin
- 1958: Hans Lucke: Kaution (Vivian Deshields) – Regie: Arno Wolf
- 1958: Adolf Wilbrandt: Dame Kobold (Donna Angela) – Regie: Arno Wolf
- 1958: Pavel Kohout: So eine Liebe (Lida Petrus) – Regie: Georg Leopold
- 1959: Curt Goetz: Ein Abend bei Curt Goetz, in „Hund im Hirn“ (Frau Professor) – Regie: Eugen Schaub (Fernsehinszenierung, wurde von der DEFA gefilmt)
- 1959: Hans Rehfisch: Oberst Chabert (Diane) – Regie: Arno Wolf
- 1959: Friedrich Schiller: Wilhelm Tell (Hedwig, Tells Gattin) – Regie: Eugen Schaub
- 1959: Nikolai Gogol: Der Revisor (Anna Andrejewna Skwosnik-Dmuchanowskij) – Regie: Eugen Schaub

### Synchronsprecher
- 1958: An der Endstation – Jana Dítětová als Maruna